# Вербична
Вербична — колишнє село в Городоцькому районі, Хмельницької області. В радянські часи, як неблагодатне було приєднане до с. Сирватинці.
Засноване у середині ХІХ ст. на сирватинецьких землях, розташоване на шляху із Завадинець на Демківці. У 1895 р. тут нараховувалось дворів — 21, у яких проживало 134 людини.
Згідно з переписом 1926-го року на Вербичні жило 183 особи в 46 господарствах (93 чоловіків та 90 жінок), з них 21 особа були поляками і проживали в 5 господарствах